# Ychoux
Ychoux ist eine französische Gemeinde mit 2.342 Einwohnern (Stand 1. Januar 2022) im Département Landes in der Region Nouvelle-Aquitaine. Sie gehört zum Arrondissement Mont-de-Marsan und zum Kanton Grands Lacs. Die Bewohner nennen sich Cachenais. Ychoux ist Mitglied des Gemeindeverbandes Grands Lacs.

## Geografie
Ychoux liegt in der Landschaft Pays de Born in den weitläufigen Landes de Gascogne, dem größten Waldgebiet Westeuropas, etwa 80 Kilometer südlich von Bordeaux.
Die angrenzenden Gemeinden sind Lugos im Norden, Saugnac-et-Muret im Nordosten, Liposthey im Osten, Labouheyre im Südosten (Berührungspunkt), Lüe im Süden, Parentis-en-Born im Westen sowie Biscarrosse und Sanguinet im Nordwesten (Berührungspunkt).
Zu Ychoux gehören die Ortsteile Bertrand, Malet und Mothes.
Das 111,28 km² umfassende Gemeindegebiet am Rande des Regionalen Naturparks Landes de Gascogne besteht größtenteils aus Kiefernwald.
Durch das Gemeindegebiet ziehen mehrere Waldbäche, die teilweise durch Abzugsgräben miteinander verbunden sind. Das Gefälle Richtung Westen zum Atlantik ist sehr gering. Letztlich gelangen alle Niederschläge über den Ruisseau des Forges in den Étang de Biscarrosse et de Parentis oder über den Canal de l’Arreillet in den Étang de Cazaux et de Sanguinet. Diese beiden großen Seen sind durch hohe Dünen vom Atlantik abgeschnitten und entwässern über den Canal des Landes zum Bassin d’Arcachon.

## Verkehrsanbindung
Ychoux liegt an der Fernstraße von Parentis-en-Born nach Pissos (D 43), die auch als Autobahnzubringer für die Autoroute A63 fungiert. Der Bahnhof Ychoux liegt an der Bahnstrecke Bordeaux–Irun.

## Bevölkerungsentwicklung
| 1962 | 1968 | 1975 | 1982 | 1990 | 1999 | 2006 | 2017 |
| ---- | ---- | ---- | ---- | ---- | ---- | ---- | ---- |
| 1072 | 1349 | 1514 | 1586 | 1485 | 1655 | 1678 | 2281 |

## Sehenswürdigkeiten
- Kirche Notre-Dame: im Jahr 1872 neu aufgebaut mit Resten der einst romanischen Prägung und einem Tympanon über dem Portal mit den Themen Himmelfahrt und St. Michael als Drachentöter
- hinter der kleinen Kapelle Notre Dame drei Brunnen und ein monumentales Kreuz
- Grabmal der Familie Larreillet auf dem Kirchplatz, die Familie gilt als Gründer der ersten Eisenschmiede und der gesamten Siedlung Ychoux Mitte des 19. Jahrhunderts, was auf reichlichen Holzkohle- und Torfvorräten basierte[1]

## Belege
1. ↑  Geschichte auf www.mairie-ychoux.com (französisch)